# Tourenwagen-Weltmeisterschaft 2012
Die Tourenwagen-Weltmeisterschaft 2012 war die neunte Saison der Tourenwagen-Weltmeisterschaft (WTCC) und die achte seit dem Wiederbeginn der Serie 2005. Sie begann am 11. März in Monza und endete am 18. November in Macao. Es wurden 24 Läufe an 12 Rennwochenenden ausgetragen.

## Regeländerungen

### Sportliche Änderungen
Das Qualifying wurde modifiziert. Es fanden weiterhin zwei Qualifying-Segmente statt. Im ersten Abschnitt qualifizierten sich die zwölf schnellsten Piloten für den zweiten Teil des Qualifyings. Die fünf schnellsten Piloten dieses Segments erhielten Punkte nach dem Schema 5-4-3-2-1. Die Startaufstellung des ersten Rennens ergab sich aus dem Ergebnis des Zeittrainings. Beim zweiten Rennen starteten die ersten zehn Piloten aus dem zweiten Qualifying-Abschnitt in umgekehrter Reihenfolge.

### Technische Änderungen
In der Saison 2012 durften ausschließlich 1,6-Liter-Turbomotoren eingesetzt werden. Ein Motorenwechsel während der Saison war untersagt. Bei Unfällen konnten Ausnahmen gemacht werden. Bei einem Motorenwechsel wurde das Fahrzeug ans Ende des Feldes versetzt. Während der Saison durften sechs Turboeinheiten verwendet werden. Auch hier wurde die Nichtbeachtung der Regel mit einer Strafversetzung ans Ende der Startaufstellung sanktioniert.
Jeder Pilot erhielt bei seiner ersten Saisonteilnahme 16 neue Reifen von Yokohama. Ab der zweiten Veranstaltung durfte er 20 Reifen benutzen, von denen maximal 12 neu waren. Darüber hinaus standen jedem Fahrer pro Rennwochenende 16 Regenreifen zur Verfügung.

## Teams und Fahrer
| Team                        | Fahrzeug                  | Nr. | Fahrer               | Klasse | Rennwochenende |
| --------------------------- | ------------------------- | --- | -------------------- | ------ | -------------- |
| Chevrolet                   | Chevrolet Cruze 1.6T      | 01  | Yvan Muller          |        | 1–12           |
| Chevrolet                   | Chevrolet Cruze 1.6T      | 02  | Robert Huff          |        | 1–12           |
| Chevrolet                   | Chevrolet Cruze 1.6T      | 08  | Alain Menu           |        | 1–12           |
| Lukoil Racing Team          | SEAT León WTCC            | 03  | Gabriele Tarquini    |        | 1–12           |
| Lukoil Racing Team          | SEAT León WTCC            | 04  | Alexei Dudukalo      | Y      | 1–12           |
| Zengõ Motorsport            | BMW 320 TC                | 05  | Norbert Michelisz    | Y      | 1–12           |
| Zengõ Motorsport            | BMW 320 TC                | 27  | Gábor Wéber          | Y      | 1, 2, 4–7      |
| Liqui Moly Team Engstler    | BMW 320 TC                | 06  | Franz Engstler       | Y      | 1–12           |
| Liqui Moly Team Engstler    | BMW 320 TC                | 07  | Charles Ng           | Y      | 1–12           |
| Liqui Moly Team Engstler    | BMW 320si                 | 75  | Masaki Kanō          | Y      | 10             |
| Liqui Moly Team Engstler    | BMW 320si                 | 76  | Alex Liu             | Y      | 11             |
| Liqui Moly Team Engstler    | BMW 320si                 | 77  | Joseph Merszei       | Y      | 12             |
| Chevrolet Motorsport Sweden | Chevrolet Cruze 1.6T      | 09  | Rickard Rydell       |        | 1              |
| bamboo-engineering          | Chevrolet Cruze 1.6T      | 11  | Alex MacDowall       | Y      | 1–12           |
| bamboo-engineering          | Chevrolet Cruze 1.6T      | 12  | Pasquale Di Sabatino | Y      | 1–7            |
| bamboo-engineering          | Chevrolet Cruze 1.6T      | 17  | Michel Nykjær        | Y      | 8              |
| bamboo-engineering          | Chevrolet Cruze 1.6T      | 20  | Darryl O’Young       | Y      | 10–12          |
| bamboo-engineering          | Chevrolet Cruze 1.6T      | 29  | Robb Holland         | Y      | 9              |
| Team Aon                    | Ford Focus S2000 TC       | 14  | James Nash           |        | 1–12           |
| Team Aon                    | Ford Focus S2000 TC       | 23  | Tom Chilton          |        | 1–12           |
| ROAL Motorsport             | BMW 320 TC                | 15  | Tom Coronel          |        | 1–12           |
| ROAL Motorsport             | BMW 320 TC                | 16  | Alberto Cerqui       | Y      | 1–11           |
| ROAL Motorsport             | BMW 320 TC                | 46  | Kei Cozzolino        | Y      | 12             |
| Tuenti Racing Team          | SEAT León TDi             | 18  | Tiago Monteiro       |        | 1              |
| Tuenti Racing Team          | SUNRED León 1.6T          | 18  | Tiago Monteiro       | 2–9    |                |
| Tuenti Racing Team          | SUNRED León 1.6T          | 66  | André Couto          |        | 12             |
| Tuenti Racing Team          | SEAT León WTCC            | 74  | Pepe Oriola          | Y      | 1–12           |
| Tuenti Racing Team          | SUNRED León 1.6T          | 80  | Hiroki Yoshimoto     | Y      | 10             |
| Tuenti Racing Team          | SEAT León WTCC            | 88  | Fernando Monje       | Y      | 8–12           |
| Honda Racing Team JAS       | Honda Civic Super 2000 TC | 18  | Tiago Monteiro       |        | 10–12          |
| Special Tuning Racing       | SEAT León WTCC            | 20  | Darryl O’Young       | Y      | 1–9            |
| Special Tuning Racing       | SEAT León TDi             | 22  | Tom Boardman         | Y      | 2–6            |
| Special Tuning Racing       | SEAT León WTCC            | 22  | Tom Boardman         | Y      | 7–12           |
| Special Tuning Racing       | SEAT León WTCC            | 38  | René Münnich         | Y      | 10             |
| Proteam Racing              | BMW 320 TC                | 24  | Isaac Tutumlu        | Y      | 1–4            |
| Proteam Racing              | BMW 320 TC                | 25  | Mehdi Bennani        | Y      | 1–12           |
| Proteam Racing              | BMW 320 TC                | 48  | Felice Tedeschi      | Y      | 9              |
| Wiechers-Sport              | BMW 320 TC                | 26  | Stefano d’Aste       | Y      | 1–12           |
| Team Aviva-Cofco            | Chevrolet Cruze 1.6T      | 32  | Colin Turkington     |        | 11             |
| SUNRED Engineering          | SEAT León TDi             | 40  | Andrea Barlesi       | Y      | 1              |
| SUNRED Engineering          | SUNRED León 1.6T          | 40  | Andrea Barlesi       | Y      | 2–4            |
| SUNRED Engineering          | SUNRED León 1.6T          | 60  | Hugo Valente         | Y      | 11             |
| SUNRED Engineering          | SUNRED León 1.6T          | 88  | Fernando Monje       | Y      | 2              |
| China Dragon Racing         | Chevrolet Lacetti         | 50  | Filipe de Souza      | Y      | 11, 12         |
| China Dragon Racing         | Chevrolet Cruze           | 51  | Kin Veng Ng          | Y      | 11, 12         |
| China Dragon Racing         | Chevrolet Lacetti         | 55  | Célio Alves Dias     | Y      | 12             |
| Song Veng Racing Team       | Honda Accord Euro R       | 53  | Kelvin Leong         | Y      | 11             |
| Look Fong Racing Team       | Chevrolet Cruze           | 54  | Eric Kwong           | Y      | 11             |
| LADA Sport                  | LADA Granta Sport         | 69  | James Thompson       |        | 5, 7           |
| SEAT Swiss Racing           | SEAT León WTCC            | 73  | Fredy Barth          | Y      | 11, 12         |
| RPM Racing Team             | BMW 320si                 | 78  | Ka Lok Mak           | Y      | 12             |
| Five Auto Racing Team       | Honda Accord Type-R       | 81  | Eurico de Jesus      | Y      | 12             |
| Five Auto Racing Team       | BMW 320si                 | 82  | Henry Ho             | Y      | 12             |

| Kürzel | Berechtigt für  |
| ------ | --------------- |
| Y      | Yokohama Trophy |

### Änderungen bei den Fahrern
Die folgende Auflistung enthält alle Fahrer, die an der Tourenwagen-Weltmeisterschaft 2011 teilgenommen haben und in der Saison 2012 nicht für dasselbe Team wie 2011 starteten.
Fahrer, die ihr Team gewechselt haben:
- Alexei Dudukalo: Sunred → Lukoil Racing Team
- Michel Nykjær: Sunred →bamboo-engineering
- Darryl O’Young: bamboo-engineering → Special Tuning Racing
- Filipe de Souza: Corsa Motorsport → China Dragon Racing
- Gabriele Tarquini: Sunred → Lukoil Racing Team
- Colin Turkington: Wiechers-Sport → Team Aviva-Cofco

Fahrer, die in die Tourenwagen-Weltmeisterschaft einstiegen bzw. zurückkehrten:
- Célio Alves Dias: ? → China Dragon Racing
- Andrea Barlesi: Intercontinental Le Mans Cup (OAK Racing) → SUNRED Engineering
- Tom Boardman: British Touring Car Championship (Special Tuning Racing) → Special Tuning Racing
- Alberto Cerqui: Superstars Series (Team BMW Italia) → ROAL Motorsport
- Tom Chilton: British Touring Car Championship (Team Aon) → Arena Motorsport
- Pasquale Di Sabatino: Auto GP (TP Formula) → bamboo-engineering
- Henry Ho: ? → Five Auto Racing Team
- Robb Holland: SCCA World Challenge → bamboo-engineering
- Eurico de Jesus: ? → Five Auto Racing Team
- Eric Kwong: Hong Kong Touring Car Championship → Look Fong Racing Team
- Kelvin Leong: Macau Touring Car Championship → Song Veng Racing Team
- Alex Liu: Macau Touring Car Championship → Liqui Moly Team Engstler
- Alex MacDowall: British Touring Car Championship (Silverline Chevrolet) → bamboo-engineering
- René Münnich: Auszeit → Special Tuning Racing
- Fernando Monje: European F3 Open (Drivex) → SUNRED Engineering
- James Nash: British Touring Car Championship (888 Racing with Collins Contractors) → Arena Motorsport
- Kin Veng Ng: Macau Touring Car Championship → China Dragon Racing
- Rickard Rydell: Scandinavian Touring Car Championship (Chevrolet Motorsport Sweden) → Chevrolet Motorsport Sweden
- Felice Tedeschi: Superstars Series (Roma Racing Team) → Proteam Racing
- James Thompson: Scandinavian Touring Car Championship (Polestar Racing) → TMS Sport
- Isaac Tutumlu: Superstars Series (Campos Racing) → Proteam Racing
- Hugo Valente: Kartsport → SUNRED Engineering
- Gábor Wéber: Deutscher SEAT Leon Supercopa (T.A.C. Race Solutions) → Zengõ Motorsport

Fahrer, die noch keinen Vertrag für ein Renncockpit 2012 besitzen:
| - Toshihiro Arai - Cacá Bueno - Robert Dahlgren - Fabio Fabiani - Io Keong Kuok | - Gary Kwok - Marchy Lee - Ka Chun Lo - Philip Ma - Ibrahim Okyay | - Kristian Poulsen - David Sigacev - Urs Sonderegger - Yukinori Taniguchi - Javier Villa |

### Änderungen bei den Herstellern
- Ford, Honda und Lada stiegen in die WTCC ein.[14][37][21]
- Volvo zog sich nach einer Saison aus der WTCC zurück.[40]

### Änderungen bei den Teams
- Arena Motorsport nahm 2012 mit dem Ford Focus 1.6T an der WTCC teil.[14]
- Special Tuning Racing stieg zur Saison 2012 mit zwei SEAT Leon 1.6T in die WTCC ein.
- TMS Sport trat bei zwei Rennen mit einem Lada Granta an.[37]
- Honda stieg während der Saison mit JAS Motorsport als Einsatzteam in die WTCC ein.[21]
- NIKA Racing ging als Chevrolet Motorsport Sweden mit zwei Chevrolet Cruze 1.6T bei einigen WTCC-Rennen der Saison an den Start.[9]
- Volvo und das Einsatzteam Polestar Racing zogen sich nach einer Saison aus der WTCC zurück.[40]

## Rennkalender
Der Rennkalender der Tourenwagen-Weltmeisterschaft 2012 wurde am 7. Dezember 2011 veröffentlicht. Die Rennen in Belgien, Deutschland, Großbritannien und Tschechien fanden 2012 nicht mehr statt. Stattdessen fanden zum ersten Mal WTCC-Rennen in Österreich, der Slowakei und in den Vereinigten Staaten statt. In Österreich wurde auf dem Salzburgring gefahren. Schauplatz des US-amerikanischen Rennens war der Sonoma Raceway im kalifornischen Sonoma, auf dem 2012 auch Veranstaltungen der IndyCar Series und des NASCAR Sprint Cups stattfanden. Außerdem kehrte das marokkanische Rennen in Marrakesch zurück in den Rennkalender. Zudem war zunächst ein Rennen in Argentinien geplant. Dieses wurde jedoch im Januar abgesagt. Für das argentinische Rennen wurde als Ersatzaustragungsort der Slovakiaring in der Slowakei ausgewählt.
Zudem gab es Wechsel der Rennstrecken. Das portugiesische Rennen fand nicht mehr auf dem temporären Stadtkurse Circuito da Boavista in Porto statt. Als neue Rennstrecke wurde zunächst der Circuito do Estoril bekannt gegeben. Kurz vor dem Saisonbeginn wurde allerdings der Autódromo Internacional do Algarve als portugiesischer Austragungsort verlautbart. Das chinesische Rennen wechselte innerhalb Shanghais vom Shanghai Tianma Circuit auf den Shanghai International Circuit.
Die Reihenfolge der Rennen wurde im Vergleich zum Vorjahr geändert. Zunächst fanden die Rennen in Europa sowie das marokkanische Rennen in Nordafrika statt. Anschließend gab es je ein Rennen in Süd- und Nordamerika. Den Abschluss der Saison bildeten, wie in der Vorsaison, drei Rennen in Asien. Mit dieser Aufteilung wollte die Serie Terminkollisionen mit der Fußball-Europameisterschaft 2012 (8. Juni bis 1. Juli) und mit den Olympischen Spielen 2012 (27. Juli bis 12. August) vermeiden.
| Nr. | Nr. | Datum         | Rennname / Ort                     | Sieger            | Zweiter           | Dritter           | Pole- Position    | Schnellste Rennrunde | Sieger Yokohama Trophy |
| --- | --- | ------------- | ---------------------------------- | ----------------- | ----------------- | ----------------- | ----------------- | -------------------- | ---------------------- |
| 01  | 01  | 11. März      | Race of Italy (Monza)              | Yvan Muller       | Robert Huff       | Gabriele Tarquini | Gabriele Tarquini | Rickard Rydell       | Pepe Oriola            |
| 01  | 02  | 11. März      | Race of Italy (Monza)              | Yvan Muller       | Alain Menu        | Robert Huff       | Norbert Michelisz | Robert Huff          | Stefano d’Aste         |
| 02  | 03  | 01. April     | Race of Spain (Valencia)           | Yvan Muller       | Gabriele Tarquini | Tom Coronel       | Yvan Muller       | Yvan Muller          | Pepe Oriola            |
| 02  | 04  | 01. April     | Race of Spain (Valencia)           | Alain Menu        | Tom Coronel       | Stefano d’Aste    | Stefano d’Aste    | Alain Menu           | Stefano d’Aste         |
| 03  | 05  | 15. April     | Race of Morocco (Marrakesch)       | Alain Menu        | Robert Huff       | Yvan Muller       | Alain Menu        | Pepe Oriola          | Pepe Oriola            |
| 03  | 06  | 15. April     | Race of Morocco (Marrakesch)       | Yvan Muller       | Robert Huff       | Alain Menu        | James Nash        | Alain Menu           | Stefano d’Aste         |
| 04  | 07  | 29. April     | Race of Slovakia (Orechová Potôň)  | Gabriele Tarquini | Alexei Dudukalo   | Alain Menu        | Norbert Michelisz | Norbert Michelisz    | Alexei Dudukalo        |
| 04  | 08  | 29. April     | Race of Slovakia (Orechová Potôň)  | Robert Huff       | Yvan Muller       | Gabriele Tarquini | Stefano d’Aste    | Yvan Muller          | Pepe Oriola            |
| 05  | 09  | 06. Mai       | Race of Hungary (Budapest)         | Yvan Muller       | Robert Huff       | Alain Menu        | Yvan Muller       | Yvan Muller          | Mehdi Bennani          |
| 05  | 10  | 06. Mai       | Race of Hungary (Budapest)         | Norbert Michelisz | Alain Menu        | Mehdi Bennani     | Franz Engstler    | Norbert Michelisz    | Norbert Michelisz      |
| 06  | 11  | 20. Mai       | Race of Austria (Salzburg)         | Robert Huff       | Yvan Muller       | Alain Menu        | Robert Huff       | Yvan Muller          | Alex MacDowall         |
| 06  | 12  | 20. Mai       | Race of Austria (Salzburg)         | Stefano d’Aste    | Robert Huff       | Tom Coronel       | Alexei Dudukalo   | Alain Menu           | Stefano d’Aste         |
| 07  | 13  | 3. Juni       | Race of Portugal (Portimão)        | Yvan Muller       | Gabriele Tarquini | Robert Huff       | Gabriele Tarquini | Yvan Muller          | Norbert Michelisz      |
| 07  | 14  | 3. Juni       | Race of Portugal (Portimão)        | Alain Menu        | Pepe Oriola       | Tom Coronel       | Pepe Oriola       | Alain Menu           | Pepe Oriola            |
| 08  | 15  | 22. Juli      | Race of Brazil (Curitiba)          | Yvan Muller       | Alain Menu        | Robert Huff       | Yvan Muller       | Yvan Muller          | Michel Nykjær          |
| 08  | 16  | 22. Juli      | Race of Brazil (Curitiba)          | Robert Huff       | Alain Menu        | Gabriele Tarquini | Norbert Michelisz | Robert Huff          | Norbert Michelisz      |
| 09  | 17  | 23. September | Race of the United States (Sonoma) | Yvan Muller       | Robert Huff       | Norbert Michelisz | Alain Menu        | Yvan Muller          | Norbert Michelisz      |
| 09  | 18  | 23. September | Race of the United States (Sonoma) | Robert Huff       | Norbert Michelisz | Gabriele Tarquini | Stefano d’Aste    | Yvan Muller          | Norbert Michelisz      |
| 10  | 19  | 21. Oktober   | Race of Japan (Suzuka)             | Alain Menu        | Yvan Muller       | Robert Huff       | Alain Menu        | Alain Menu           | Alex MacDowall         |
| 10  | 20  | 21. Oktober   | Race of Japan (Suzuka)             | Stefano d’Aste    | Pepe Oriola       | Gabriele Tarquini | Stefano d’Aste    | Pepe Oriola          | Stefano d’Aste         |
| 11  | 21  | 04. November  | Race of China (Shanghai)           | Alain Menu        | Robert Huff       | Stefano d’Aste    | Alain Menu        | Alain Menu           | Stefano d’Aste         |
| 11  | 22  | 04. November  | Race of China (Shanghai)           | Robert Huff       | Alain Menu        | Tom Coronel       | Tom Coronel       | Robert Huff          | Stefano d’Aste         |
| 12  | 23  | 18. November  | Guia Race of Macau (Macao)         | Yvan Muller       | Alain Menu        | Tiago Monteiro    | Robert Huff       | Alain Menu           | Darryl O’Young         |
| 12  | 24  | 18. November  | Guia Race of Macau (Macao)         | Alain Menu        | Robert Huff       | Yvan Muller       | Alex MacDowall    | Alain Menu           | Darryl O’Young         |

## Weltmeisterschaftsstände

### Fahrerwertung
Weltmeister wurde derjenige Fahrer, der bis zum Saisonende am meisten Punkte in der Fahrerwertung angesammelt hat. Bei der Punkteverteilung für die Fahrerwertung wurden die Platzierungen im Gesamtergebnis des jeweiligen Rennens berücksichtigt. Die zehn erstplatzierten Fahrer jedes Rennens erhielten Punkte nach folgendem Schema:
| Punkteverteilung | Punkteverteilung | Punkteverteilung | Punkteverteilung | Punkteverteilung | Punkteverteilung | Punkteverteilung | Punkteverteilung | Punkteverteilung | Punkteverteilung | Punkteverteilung |
| ---------------- | ---------------- | ---------------- | ---------------- | ---------------- | ---------------- | ---------------- | ---------------- | ---------------- | ---------------- | ---------------- |
| Platz            | 1                | 2                | 3                | 4                | 5                | 6                | 7                | 8                | 9                | 10               |
| Punkte           | 25               | 18               | 15               | 12               | 10               | 8                | 6                | 4                | 2                | 1                |

Zudem werden für das Qualifying Punkte an die ersten fünf Piloten nach dem Schema 5-4-3-2-1 vergeben.
| Pos. | Fahrer         | ITA | ITA | ESP | ESP | MAR | MAR | SVK  | SVK | HUN  | HUN | AUT | AUT | POR | POR | BRA | BRA | USA | USA | JPN | JPN | CHN  | CHN | MAC  | MAC | Punkte |
| Pos. | Fahrer         | R1  | R2  | R1  | R2  | R1  | R2  | R1   | R2  | R1   | R2  | R1  | R2  | R1  | R2  | R1  | R2  | R1  | R2  | R1  | R2  | R1   | R2  | R1   | R2  | Punkte |
| ---- | -------------- | --- | --- | --- | --- | --- | --- | ---- | --- | ---- | --- | --- | --- | --- | --- | --- | --- | --- | --- | --- | --- | ---- | --- | ---- | --- | ------ |
| 01   | R. Huff        | 23  | 3   | 45  | 6   | 2   | 2   | 17*  | 1   | 2    | 7   | 1   | 2   | 34  | 4   | 3   | 1   | 24  | 1   | 3   | 4   | 24   | 1   | DNF1 | 2   | 413    |
| 02   | A. Menu        | 74  | 2   | 5   | 1   | 1   | 3   | 3    | DNF | 3    | 2   | 3   | DNF | 5   | 1   | 2   | 2   | 181 | 4   | 1   | 5   | 1    | 2   | 23   | 1   | 401    |
| 03   | Y. Muller      | 12  | 1   | 1   | 8   | 34  | 1   | 10   | 2   | 1    | 10  | 2   | 8   | 12  | 5   | 1   | 4   | 13  | 14  | 2   | 6   | DNF2 | 13  | 12   | 3   | 393    |
| 04   | G. Tarquini    | 31  | DNF | 2   | 9   | 11  | DNF | 13   | 3   | DNF4 | 6   | 4   | 16  | 21  | 19* | 45  | 3   | 42  | 3   | 4   | 3   | 5    | 6   | 4    | 20* | 252    |
| 05   | T. Coronel     | 5   | 4   | 3   | 2   | 83  | 4   | 14   | 4   | 6    | 12  | 8   | 3   | 65  | 3   | 8   | 7   | 8   | 5   | 6   | 15  | 4    | 3   | 6    | DNF | 207    |
| 06   | N. Michelisz   | 9   | 8   | 7   | 4   | 9   | DNF | 61   | 6   | 7    | 1   | 9   | 5   | 43  | 10  | 9   | 5   | 35  | 2   | 13  | DNF | 153  | 24  | NC   | 21* | 155    |
| 07   | S. d’Aste      | 11  | 5   | 11  | 3   | 5   | 5   | 5    | 14  | 17   | 8   | DNF | 1   | 11  | 18  | 17  | 13  | 9   | 9   | 8   | 1   | 3    | 4   | DNF  | 23* | 144    |
| 08   | P. Oriola      | 6   | 12  | 64  | 7   | 45  | 7   | 16*  | 5   | 8    | 4   | 7   | 4   | 9   | 2   | 16  | 17* | 16* | 11  | 7   | 2   | 22   | DNF | DNF  | 22* | 131    |
| 09   | T. Monteiro    | DNF | 18* | 9   | 13  | NC  | 9   | DNF5 | DNF | 5    | 5   | 5   | DNF | 7   | 8   | DNF | 9   | 6   | 6   | 9   | 10  | 13   | 10  | 35   | 4   | 95     |
| 10   | M. Bennani     | DNF | 14  | 14  | 10  | DNF | 12  | 11   | 7   | 45   | 3   | 17  | 6   | DNF | DNF | 12  | 8   | 11  | DNF | 215 | 7   | 8    | 5   | DNF  | DNF | 68     |
| 11   | A. MacDowall   | 8   | 7   | 15  | 14  | 12  | DNF | 12   | DNF | 9    | 11  | 65  | DNF | 10  | 7   | 6   | 11  | 5   | 7   | 54  | 9   | NC   | 17  | 9    | DNF | 68     |
| 12   | F. Engstler    | 12  | 6   | 8   | 5   | 6   | 8   | DNF  | 13  | DNF  | 9   | 11  | 9   | 12  | 9   | 15  | DNF | 7   | 10  | 10  | 11  | 9    | 15  | 7    | 6   | 64     |
| 13   | A. Cerqui      | 10  | 9   | 13  | DNF | 15  | DNF | 4    | 8   | 13   | 18  | 13  | 7   | 8   | 6   | NC  | DNF | DNF | 13  | DNF | 14  | 7    | 9   |      |     | 45     |
| 14   | D. O’Young     | DNS | DNS | 10  | DNF | 10  | 10  | 7    | 9   | DNF  | 13  | DNF | DNS | 13  | 13  | 7   | DNF | 14  | 12  | 11  | 13  | DNF  | 12  | 5    | 5   | 37     |
| 15   | A. Dudukalo    | 18* | DNS | NC  | 12  | 16  | 11  | 2    | 15  | 14   | 16  | 19* | 14  | DNF | 16  | 11  | 10  | DNF | 18  | 18  | 8   | NC   | 11  | 11   | 7   | 33     |
| 16   | M. Nykjær      |     |     |     |     |     |     |      |     |      |     |     |     |     |     | 54  | 6   |     |     |     |     |      |     |      |     | 20     |
| 17   | T. Boardman    |     |     | 20  | DNF | 14  | DNS | 8    | 11  | DNF  | DNS | 18* | DNS | 14  | DNF | 19* | 12  | 10  | 8   | 12  | 12  | 12   | 8   | 10   | 9   | 16     |
| 18   | C. Turkington  |     |     |     |     |     |     |      |     |      |     |     |     |     |     |     |     |     |     |     |     | 65   | 7   |      |     | 15     |
| 19   | R. Rydell      | 45  | 10  |     |     |     |     |      |     |      |     |     |     |     |     |     |     |     |     |     |     |      |     |      |     | 14     |
| 20   | J. Nash        | 16  | 13  | 12  | DNF | DNF | 6   | DNF4 | DNS | 11   | 19* | 10  | 10  | DNF | DNF | 14  | 15  | 17* | 17  | 19  | 16  | DNF  | DNF | 12   | 12  | 12     |
| 21   | F. Barth       |     |     |     |     |     |     |      |     |      |     |     |     |     |     |     |     |     |     |     |     | 14   | 14  | 8    | 8   | 8      |
| 22   | T. Chilton     | 13  | 16  | 19  | 15  | 7   | 16* | DNF  | 10  | 15   | 14  | 16  | 11  | 16  | 15  | 18  | 16* | 12  | 15  | 15  | 18  | 11   | 19  | 13   | DNF | 7      |
| 23   | G. Wéber       | 17* | 11  | 17  | DNF |     |     | 9    | DNF | 10   | 17  | 15  | 12  | DNF | 12  |     |     |     |     |     |     |      |     |      |     | 3      |
| 24   | F. Monje       |     |     | 21  | 18  |     |     |      |     |      |     |     |     |     |     | 10  | 14  | NC  | DNF | 14  | DNF | DNF  | 16  | 14   | 10  | 2      |
| 25   | C. Ng          | 15  | DNF | 18  | DNF | DNF | 13  | 15   | DNS | 16   | DNF | 14  | 13  | 18* | 14  | 13  | DNF | 15  | DNS | 22  | 17  | 10   | 23  | DNF  | DNS | 1      |
| —    | A. Couto       |     |     |     |     |     |     |      |     |      |     |     |     |     |     |     |     |     |     |     |     |      |     | 15   | 11  | 0      |
| —    | I. Tutumlu     | DNF | 17  | 16  | 11  | DNF | DNS | DNA  | DNA |      |     |     |     |     |     |     |     |     |     |     |     |      |     |      |     | 0      |
| —    | J. Thompson    |     |     |     |     |     |     |      |     | DNF  | DNF |     |     | 17* | 11  |     |     |     |     |     |     |      |     |      |     | 0      |
| —    | P. Di Sabatino | 14  | 19* | 22  | 16  | 17  | 15  | 13   | 12  | 12   | 15  | 12  | 15  | 15  | 17  | INJ | INJ | INJ | INJ |     |     |      |     |      |     | 0      |
| —    | A. Barlesi     | DNF | 15  | 23  | 17  | 13  | 14  | DNA  | DNA |      |     |     |     |     |     |     |     |     |     |     |     |      |     |      |     | 0      |
| —    | R. Holland     |     |     |     |     |     |     |      |     |      |     |     |     |     |     |     |     | 13  | 16  |     |     |      |     |      |     | 0      |
| —    | J. Merszei     |     |     |     |     |     |     |      |     |      |     |     |     |     |     |     |     |     |     |     |     |      |     | 17   | 13  | 0      |
| —    | F. de Souza    |     |     |     |     |     |     |      |     |      |     |     |     |     |     |     |     |     |     |     |     | 19   | 21  | 18*  | 14  | 0      |
| —    | C. Alves Dias  |     |     |     |     |     |     |      |     |      |     |     |     |     |     |     |     |     |     |     |     |      |     | 19*  | 15  | 0      |
| —    | H. Valente     |     |     |     |     |     |     |      |     |      |     |     |     |     |     |     |     |     |     |     |     | 16   | 18  |      |     | 0      |
| —    | H. Yoshimoto   |     |     |     |     |     |     |      |     |      |     |     |     |     |     |     |     |     |     | 16  | 19  |      |     |      |     | 0      |
| —    | K. Mak         |     |     |     |     |     |     |      |     |      |     |     |     |     |     |     |     |     |     |     |     |      |     | 21*  | 16  | 0      |
| —    | H. Ho          |     |     |     |     |     |     |      |     |      |     |     |     |     |     |     |     |     |     |     |     |      |     | 16   | DNF | 0      |
| —    | K. Ng          |     |     |     |     |     |     |      |     |      |     |     |     |     |     |     |     |     |     |     |     | 20   | 22  | DNF  | 17  | 0      |
| —    | R. Münnich     |     |     |     |     |     |     |      |     |      |     |     |     |     |     |     |     |     |     | 17  | 20  |      |     |      |     | 0      |
| —    | K. Leong       |     |     |     |     |     |     |      |     |      |     |     |     |     |     |     |     |     |     |     |     | 17   | DNF |      |     | 0      |
| —    | E. Kwong       |     |     |     |     |     |     |      |     |      |     |     |     |     |     |     |     |     |     |     |     | 18   | 20  |      |     | 0      |
| —    | E. de Jesus    |     |     |     |     |     |     |      |     |      |     |     |     |     |     |     |     |     |     |     |     |      |     | DNF  | 18  | 0      |
| —    | K. Cozzolino   |     |     |     |     |     |     |      |     |      |     |     |     |     |     |     |     |     |     |     |     |      |     | 20*  | 19* | 0      |
| —    | M. Kanō        |     |     |     |     |     |     |      |     |      |     |     |     |     |     |     |     |     |     | 20  | 21  |      |     |      |     | 0      |
| —    | A. Liu         |     |     |     |     |     |     |      |     |      |     |     |     |     |     |     |     |     |     |     |     | 21   | 25* |      |     | 0      |
| —    | F. Tedeschi    |     |     |     |     |     |     |      |     |      |     |     |     |     |     |     |     | DNS | DNS |     |     |      |     |      |     | 0      |
| Pos. | Fahrer         | ITA | ITA | ESP | ESP | MAR | MAR | SVK  | SVK | HUN  | HUN | AUT | AUT | POR | POR | BRA | BRA | USA | USA | JPN | JPN | CHN  | CHN | MAC  | MAC | Punkte |

Legende
| Legende  | Legende            | Legende                                                          |
| Farbe    | Abkürzung          | Bedeutung                                                        |
| -------- | ------------------ | ---------------------------------------------------------------- |
| Gold     | –                  | Sieg                                                             |
| Silber   | –                  | 2. Platz                                                         |
| Bronze   | –                  | 3. Platz                                                         |
| Grün     | –                  | Platzierung in den Punkten                                       |
| Blau     | –                  | Klassifiziert außerhalb der Punkteränge                          |
| Violett  | DNF                | Rennen nicht beendet (did not finish)                            |
| Violett  | NC                 | nicht klassifiziert (not classified)                             |
| Rot      | DNQ                | nicht qualifiziert (did not qualify)                             |
| Rot      | DNPQ               | in Vorqualifikation gescheitert (did not pre-qualify)            |
| Schwarz  | DSQ                | disqualifiziert (disqualified)                                   |
| Weiß     | DNS                | nicht am Start (did not start)                                   |
| Weiß     | WD                 | zurückgezogen (withdrawn)                                        |
| Hellblau | PO                 | nur am Training teilgenommen (practiced only)                    |
| Hellblau | TD                 | Freitags-Testfahrer (test driver)                                |
| ohne     | DNP                | nicht am Training teilgenommen (did not practice)                |
| ohne     | INJ                | verletzt oder krank (injured)                                    |
| ohne     | EX                 | ausgeschlossen (excluded)                                        |
| ohne     | DNA                | nicht erschienen (did not arrive)                                |
| ohne     | C                  | Rennen abgesagt (cancelled)                                      |
| ohne     | keine WM-Teilnahme |                                                                  |
| sonstige | P/fett             | Pole-Position                                                    |
| sonstige | 1/2/3/4/5/6/7/8    | Punktplatzierung im Sprint-/Qualifikationsrennen                 |
| sonstige | SR/kursiv          | Schnellste Rennrunde                                             |
| sonstige | *                  | nicht im Ziel, aufgrund der zurückgelegten Distanz aber gewertet |
| sonstige | ()                 | Streichresultate                                                 |
| sonstige | unterstrichen      | Führender in der Gesamtwertung                                   |

- 1: Erster im Qualifying, 2: Zweiter im Qualifying,...

### Herstellerwertung
Hersteller-Weltmeister wurde derjenige Hersteller, der bis zum Saisonende am meisten Punkte in der Herstellerwertung angesammelt hat. Bei der Punkteverteilung für die Herstellerwertung wurden nur die beiden bestplatzierten Fahrzeuge des jeweiligen Herstellers im Gesamtergebnis des jeweiligen Rennens berücksichtigt. Ihre Punkte wurden addiert und flossen in die Herstellerwertung ein. Alle schlechter platzierten Fahrzeuge des jeweiligen Herstellers waren für diese Wertung „unsichtbar“. In der Punktevergabe rückten die dahinter platzierten Fahrzeuge anderer Hersteller auf. Die durch diese Regelung berücksichtigten Fahrzeuge erhielten Punkte nach folgendem Schema:
| Punkteverteilung | Punkteverteilung | Punkteverteilung | Punkteverteilung | Punkteverteilung | Punkteverteilung | Punkteverteilung | Punkteverteilung | Punkteverteilung | Punkteverteilung | Punkteverteilung |
| ---------------- | ---------------- | ---------------- | ---------------- | ---------------- | ---------------- | ---------------- | ---------------- | ---------------- | ---------------- | ---------------- |
| Platz            | 1                | 2                | 3                | 4                | 5                | 6                | 7                | 8                | 9                | 10               |
| Punkte           | 25               | 18               | 15               | 12               | 10               | 8                | 6                | 4                | 2                | 1                |

Zudem werden für das Qualifying Punkte an die ersten fünf Piloten nach dem Schema 5-4-3-2-1 vergeben.
| Pos. | Fahrer                    | Punkte |
| ---- | ------------------------- | ------ |
| 1.   | Chevrolet                 | 1025   |
| 2.   | BMW Customer Racing Teams | 650    |
| 3.   | SEAT Customer Technology  | 617    |

### Yokohama Fahrerwertung
In der Yokohama Trophy wurden nur Fahrer geführt, die als „Privatfahrer“ eingestuft waren. Bei der Punkteverteilung für die Yokohama Trophy wurden die Platzierungen unter den Teilnehmern der Yokohama Trophy des jeweiligen Rennens berücksichtigt. Als Besonderheit gab es hier jeweils einen Bonuspunkt für die Pole-Position (nur erstes Rennen pro Rennwochenende) und die schnellste Rennrunde unter den Teilnehmer der Yokohama Trophy. Zudem wurde beim Guia Race in Macao als Saisonabschluss für die Platzierungen unter den Teilnehmern der Yokohama Trophy die doppelte Punktzahl vergeben. Die acht in der Wertung der Yokohama Trophy erstplatzierten Fahrer jedes Rennens erhielten Punkte nach folgendem Schema:
| Punkteverteilung | Punkteverteilung | Punkteverteilung | Punkteverteilung | Punkteverteilung | Punkteverteilung | Punkteverteilung | Punkteverteilung | Punkteverteilung | Punkteverteilung | Punkteverteilung |
| ---------------- | ---------------- | ---------------- | ---------------- | ---------------- | ---------------- | ---------------- | ---------------- | ---------------- | ---------------- | ---------------- |
| Platz            | 1                | 2                | 3                | 4                | 5                | 6                | 7                | 8                | PP               | SR               |
| Punkte           | 10               | 8                | 6                | 5                | 4                | 3                | 2                | 1                | 1                | 1                |
| Punkte Macao     | 20               | 16               | 12               | 10               | 8                | 6                | 4                | 2                | 1                | 1                |

| Pos. | Fahrer            | Punkte |
| ---- | ----------------- | ------ |
| 1.   | Norbert Michelisz | 139    |
| 2.   | Pepe Oriola       | 126    |
| 3.   | Stefano d’Aste    | 122    |
| 4.   | Franz Engstler    | 114    |
| 5.   | Alex MacDowall    | 105    |
| 6.   | Darryl O’Young    | 87     |
| 7.   | Mehdi Bennani     | 73     |
| 8.   | Alberto Cerqui    | 64     |
| 9.   | Alexei Dudukalo   | 52     |
| 10.  | Tom Boardman      | 51     |
| 11.  | Fredy Barth       | 26     |
| 12.  | Michel Nykjær     | 20     |

| Pos. | Fahrer               | Punkte |
| ---- | -------------------- | ------ |
| 13.  | Fernando Monje       | 16     |
| 14.  | Gábor Wéber          | 15     |
| 15.  | Pasquale Di Sabatino | 12     |
| 16.  | Charles Ng           | 12     |
| 17.  | Joseph Merszei       | 4      |
| 18.  | Isaac Tutumlu        | 3      |
| 19.  | Andrea Barlesi       | 3      |
| 20.  | Filipe de Souza      | 2      |
| 20.  | Henry Ho             | 2      |
| 20.  | Robb Holland         | 2      |
| –    | Célio Alves Dias     | 0      |
| –    | Hugo Valente         | 0      |

| Pos. | Fahrer           | Punkte |
| ---- | ---------------- | ------ |
| –    | Hiroki Yoshimoto | 0      |
| –    | Ka Lok Mak       | 0      |
| –    | Kin Veng Ng      | 0      |
| –    | René Münnich     | 0      |
| –    | Kelvin Leong     | 0      |
| –    | Eric Kwong       | 0      |
| –    | Eurico de Jesus  | 0      |
| –    | Kei Cozzolino    | 0      |
| –    | Masaki Kanō      | 0      |
| –    | Alex Liu         | 0      |
| –    | Felice Tedeschi  | 0      |